# Olympische Sommerspiele 2000/Kanu – Einer-Kajak Slalom (Männer)
Die Wettkämpfe im Einer-Kajak-Slalom der Männer bei den Olympischen Sommerspielen 2000 wurden am 19. und 20. September 2000 auf der Slalomstrecke im Penrith Whitewater Stadium ausgetragen.
Olympiasieger wurde bei seiner ersten Olympia-Teilnahme Thomas Schmidt.

## Ergebnisse

### Qualifikation
Die 23 Teilnehmer hatten in der Qualifikation am 19. September zwei Läufe. Die 15 Athleten mit den besten addierten Ergebnissen erreichten das Finale.
Dort erreichte Thomas Schmidt in beiden Läufen die beste Punktzahl und somit souverän den Titel.
| Rang | Kanute             | Nation             | Lauf 1   | Lauf 1 | Lauf 1 | Lauf 2   | Lauf 2 | Lauf 2 | Gesamt |
| Rang | Kanute             | Nation             | Zeit     | Strafe | Gesamt | Zeit     | Strafe | Gesamt | Gesamt |
| ---- | ------------------ | ------------------ | -------- | ------ | ------ | -------- | ------ | ------ | ------ |
| 1    | Mathias Röthenmund | Schweiz            | 127,45 s | 0      | 127,45 | 125,57 s | 0      | 125,57 | 253,02 |
| 2    | Thomas Schmidt     | Deutschland        | 127,07 s | 2      | 129,07 | 122,10 s | 2      | 124,10 | 253,17 |
| 3    | Paul Ratcliffe     | Großbritannien     | 126,59 s | 0      | 126,59 | 123,10 s | 4      | 127,10 | 253,69 |
| 4    | Helmut Oblinger    | Österreich         | 125,94 s | 0      | 125,94 | 128,0 s  | 0      | 128,00 | 253,94 |
| 5    | Scott Shipley      | Vereinigte Staaten | 126,80 s | 2      | 128,80 | 126,02 s | 0      | 126,02 | 254,82 |
| 6    | Tomáš Kobes        | Tschechien         | 126,72 s | 2      | 128,72 | 124,41 s | 2      | 126,41 | 255,13 |
| 7    | Manuel Köhler      | Österreich         | 128,34 s | 0      | 128,34 | 127,45 s | 0      | 127,45 | 255,79 |
| 8    | Laurent Burtz      | Frankreich         | 128,15 s | 0      | 128,15 | 127,32 s | 2      | 129,32 | 257,47 |
| 9    | Fedja Marušič      | Slowenien          | 126,81 s | 2      | 128,81 | 129,29 s | 0      | 129,29 | 258,10 |
| 10   | Dejan Kralj        | Slowenien          | 130,24 s | 0      | 130,24 | 128,05 s | 0      | 128,05 | 258,29 |
| 11   | Pierpaolo Ferrazzi | Italien            | 125,59 s | 2      | 127,59 | 131,60 s | 2      | 133,60 | 261,19 |
| 12   | Peter Nagy         | Slowakei           | 129,48 s | 0      | 129,48 | 132,68 s | 0      | 132,68 | 262,16 |
| 13   | Enrico Lazzarotto  | Italien            | 135,18 s | 0      | 135,18 | 125,04 s | 2      | 127,04 | 262,22 |
| 14   | Jiří Prskavec      | Tschechien         | 128,26 s | 4      | 132,26 | 128,75 s | 2      | 130,75 | 263,01 |
| 15   | Andrej Glucks      | Kroatien           | 128,76 s | 0      | 128,76 | 130,90 s | 4      | 134,90 | 263,66 |
| 16   | Ian Wiley          | Irland             | 133,66 s | 2      | 135,66 | 128,76 s | 2      | 130,76 | 266,42 |
| 17   | Lazar Popovski     | Mazedonien         | 132,23 s | 0      | 132,23 | 130,37 s | 4      | 134,37 | 266,60 |
| 18   | Esteban Aracama    | Spanien            | 131,33 s | 2      | 133,33 | 132,42 s | 2      | 134,42 | 267,75 |
| 19   | Carles Juanmartí   | Spanien            | 131,80 s | 2      | 133,80 | 134,08 s | 8      | 142,08 | 275,88 |
| 20   | Nizar Samlal       | Marokko            | 148,02 s | 6      | 152,02 | 145,20 s | 0      | 145,20 | 299,22 |
| 21   | John Wilkie        | Australien         | 134,44 s | 6      | 140,44 | 128,40 s | 52     | 180,20 | 320,84 |
| 22   | David Ford         | Kanada             | 143,02 s | 4      | 147,02 | 126,56 s | 50     | 176,56 | 323,58 |
| 23   | Taro Ando          | Japan              | 150,69 s | 60     | 210,69 | 177,54 s | 54     | 231,95 | 442,54 |

### Finale
Die 15 Teilnehmerinnen hatten im Finale am 20. September zwei Läufe. Gewertet wurde die Addition der beiden Läufe.
| Rang | Kanute             | Nation             | Lauf 1   | Lauf 1 | Lauf 1 | Lauf 2   | Lauf 2 | Lauf 2 | Gesamt |
| Rang | Kanute             | Nation             | Zeit     | Strafe | Gesamt | Zeit     | Strafe | Gesamt | Gesamt |
| ---- | ------------------ | ------------------ | -------- | ------ | ------ | -------- | ------ | ------ | ------ |
| 1    | Thomas Schmidt     | Deutschland        | 108,64 s | 0      | 108,64 | 108,61 s | 0      | 108,61 | 217,25 |
| 2    | Paul Ratcliffe     | Großbritannien     | 110,22 s | 2      | 112,22 | 109,49 s | 2      | 111,49 | 223,71 |
| 3    | Pierpaolo Ferrazzi | Italien            | 111,79 s | 0      | 111,79 | 113,24 s | 0      | 113,24 | 225,03 |
| 4    | Helmut Oblinger    | Österreich         | 112,58 s | 0      | 112,58 | 111,87 s | 2      | 113,87 | 226,45 |
| 5    | Scott Shipley      | Vereinigte Staaten | 110,99 s | 2      | 112,99 | 113,68 s | 0      | 113,68 | 226,67 |
| 6    | Manuel Köhler      | Österreich         | 113,06 s | 2      | 115,06 | 111,74 s | 0      | 111,74 | 226,80 |
| 7    | Tomáš Kobes        | Tschechien         | 113,23 s | 2      | 114,23 | 112,76 s | 0      | 112,76 | 226,99 |
| 8    | Laurent Burtz      | Frankreich         | 112,64 s | 0      | 112,64 | 110,90 s | 4      | 114,90 | 227,63 |
| 9    | Mathias Röthenmund | Schweiz            | 114,92 s | 0      | 114,92 | 113,04 s | 0      | 113,04 | 227,92 |
| 10   | Dejan Kralj        | Slowenien          | 116,60 s | 0      | 116,60 | 111,48 s | 0      | 111,48 | 228,08 |
| 11   | Andrej Glucks      | Kroatien           | 115,16 s | 0      | 115,16 | 115,06 s | 0      | 115,06 | 230,22 |
| 12   | Peter Nagy         | Slowakei           | 117,66 s | 0      | 117,66 | 116,37 s | 0      | 116,37 | 234,03 |
| 13   | Jiří Prskavec      | Tschechien         | 121,82 s | 0      | 121,82 | 112,84 s | 0      | 112,84 | 234,66 |
| 14   | Enrico Lazzarotto  | Italien            | 118,89 s | 2      | 120,89 | 115,03 s | 0      | 115,03 | 235,92 |
| 15   | Fedja Marušič      | Slowenien          | 114,62 s | 0      | 114,62 | 113,37 s | 54     | 167,37 | 281,99 |